# Денвер Стэмпид
«Денвер Стэмпид» (англ. Denver Stampede) — американский профессиональный регбийный клуб из Денвера, выступавший в ПРО Регби и проводивший домашние матчи на стадионе «Сайбер Филд», вмещающем 2000 зрителей. В 2016 году клуб, изначально носивший название «Денвер», стал одним из пяти изначальных участников ПРО Регби, первого профессионального регбийного турнира в Северной Америке. В июле 2016 года «Стэмпид» стал первым чемпионом ПРО Регби, однако в 2017 году клуб прекратил своё существование.

## История
В ноябре 2015 было объявлено о создании ПРО Регби — первого профессионального турнира по регби в Северной Америке. Тогда же организаторы турнира объявили о планирующемся создании профессиональных клубов в Калифорнии, на  Северо-востоке и в одном из Горных штатов, трёх регионах, где регби имеет наибольшую популярность. 26 февраля 2016 года было объявлено о создании одноимённого клуба в Денвере, штат Колорадо. Первым трансфером клуба стал Педри Ванненбург, который провел 20 игр в составе сборной ЮАР и ранее выступал за такие клубы как «Буллз», «Ольстер», «Кастр» и «Ойонну».
Свой первый матч «Денвер» сыграл 17 апреля 2016 года, когда на поле «Инфинити Парк» со счётом 16:13 был обыгран «Огайо», решающий пенальти уже в дополнительное время забил флайхав Уилл Мэги. В июне 2016 года путём голосования болельщиков было выбрано новое название для клуба, отмечающее историческую принадлежность Колорадо к Дикому Западу. В последнем матче сезона «Стэмпид» в гостевом матче встретился с «Огайо Эвиэйторс». Обе команды имели шансы получить чемпионский титул, при этом «Эвиэйторс» должен был выигрывать с бонусом в атаке. Матч закончился со счётом 32:25 в пользу «Огайо», однако благодаря бонусу за защиту первым чемпионом ПРО Регби стал «Денвер Стэмпид».
20 декабря 2016 года игроки всех клубов ПРО Регби получили уведомления о том, что в случае, если в течение 30 дней ПРО Регби не урегулирует споры с Федерацией регби США, все их контракты будут аннулированы.

## Стадионы

Вариант логотипа

- «Инфинити Парк» (апрель-май 2016 года);
- «Сайбер Филд» (июнь-июль 2016 года).

«Стэмпид» начал свой первый сезон на «Инфинити Парк», вмещающем 5 тысяч зрителей. В июне домашним стадионом клуба стал «Сайбер Филд». Организаторы лиги объяснили этот переезд большей экономической целесообразностью и более удобной инфраструктурой для организации интернет-трансляций.

## Игроки и тренеры
Состав на сезон 2016 года:
| Хукеры - Зак Фенольо Пропы - Крис Бауманн - Соане Легер - Бен Тарр - Джек Тернбулл - Люк Уайт - Ник Уоллес Локи - Кристиан Виссинг - Бен Лэндри - Броди Орт - Кэси Рок | Фланкеры и восьмые - Логан Коллинз - Питер Даль - Ханко Гермишёйс - Гэннон Мур - Зак Пога - Педри Ванненбург - Линтон Маре Скрам-хавы - Бобби Импсон - Нику Крюгер - Мозе Тимотео Флай-хавы - Уилл Мэги - Ата Малифа - Арманд Пенс | Центры - Майкл Гэррити - Чед Лондон - Джастин Пога - Брайан Уонлесс Винги - Майкл Аль-Джибури - Мартин Кнутзе - Тимана Таху Фулбэки - Дастин Крой - Максимо де Ачаваль |
| | | |
| Жирным выделены игроки, вызывавшиеся в национальные сборные | | |

| Тренерский штаб            |               |
| Должность                  | Имя           |
| Главный тренер             | Шон О’Лири    |
| Ассистент главного тренера | Питер Борлейз |
| Ассистент главного тренера | Дэвид Уильямс |
| Тренер по технике          | Андре Сниман  |
| Главный менеджер           | Киран Браунер |

## Результаты
| Сезон | Место | Игры | Победы | Ничьи | Поражения | Очки + | Очки - | Разница | Бонусы | Турнирные очки | Примечания          |
| ----- | ----- | ---- | ------ | ----- | --------- | ------ | ------ | ------- | ------ | -------------- | ------------------- |
| 2016  | 1-е   | 12   | 10     | 0     | 2         | 403    | 273    | +130    | 8      | 48             | Победа в чемпионате |

| Лучшие игроки |                  |                 |                 |
| Сезон         | Капитан          | Попытки         | Очки            |
| 2016          | Педри Ванненбург | Зак Фенольо (8) | Уилл Мэги (113) |

| Статистика тренера |        |       |        |           |         |
| Имя                | Матчей | Побед | Ничьих | Поражений | % побед |
| Шон О’Лири         | 12     | 10    | 0      | 2         | 83.3    |